# Ensaio de Bernoulli

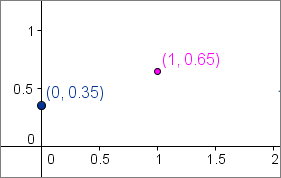
Exemplo de um ensaio de Bernoulli.

Um ensaio de Bernoulli é um conceito do domínio da teoria das probabilidades que corresponde a uma experiência aleatória que só permite dois resultados possíveis, verdadeiro ou falso, e cuja probabilidade de sucesso permanece constante em qualquer experiência. O conceito recebeu o nome como homenagem a Jakob Bernoulli.